# Ceri Evans
Pour les articles homonymes, voir Evans.
Ceri Evans, né le 2 octobre 1963 à Christchurch, est un footballeur international néo-zélandais, évoluant au poste de défenseur.

## Carrière
Evans commence sa carrière au Nelson United avant de jouer pour plusieurs équipes. Il dispute son premier match international, contre le Koweït et, en 1984, il se stabilise au Christchurch United. 
Après une année à l'Otago University, Evans signe avec l'Oxford United en deuxième division anglaise, quittant ainsi son pays natal. Il devient un élément important de l'équipe. Le néo-zélandais termine sa carrière au niveau amateur, effectuant une année au Marlow FC, et concluant sa carrière à Aberystwyth Town.